# ويليام أ. بوند
ويليام أ. بوند (بالإنجليزية: William A. Bond)‏ هو مربي ماشية أمريكي، ولد في 6 ديسمبر 1917، وتوفي في 9 يونيو 1992.